# Richtlinie 93/83/EWG (Satelliten- und Kabelrichtlinie)
Die Richtlinie 93/83/EWG zur Koordinierung bestimmter urheber- und leistungsschutzrechtlicher Vorschriften betreffend Satellitenrundfunk und Kabelweiterverbreitung, bekannt als Satelliten- und Kabelrichtlinie oder  SatCab-Richtlinie, wurde vom Rat der Europäischen Union am 27. September 1993 beschlossen.
Ziel der Richtlinie ist die Harmonisierung des nationalen Urheberrechts im Hinblick auf grenzüberschreitende Rundfunksendungen via Kabel oder Satellit. Damit soll die im EG-Vertrag garantierte Dienstleistungsfreiheit innerhalb des gemeinsamen Binnenmarktes der EU-Mitgliedstaaten für grenzüberschreitenden Rundfunk verwirklicht werden.
Die Richtlinie stellt Rahmenbedingungen auf, die es Satelliten- und Kabelnetzbetreibern erleichtern sollen, die erforderlichen Rechte an den Rundfunksendungen zu erwerben. Dazu normiert die Richtlinie das Sendelandprinzip und bestimmte Einschränkungen des Grundsatzes der Vertragsfreiheit, die die Klärung der Urheber- und Leistungsschutzrechte vereinfachen und die Vergütung der Rechteinhaber sichern soll.
Die Mitgliedstaaten mussten die Vorgaben dieser Richtlinie bis 1. Januar 1995 in nationales Recht umsetzen. Der deutsche Gesetzgeber hat sich dabei entschieden, einheitliche Regeln nicht nur für grenzüberschreitendes Fernsehen, sondern auch für nur im Inland empfangbare Programme zu schaffen.
Im Juli 2002 erstattete die Kommission über die Umsetzung der Richtlinie in den Mitgliedstaaten Bericht.
Die Satelliten- und Kabelrichtlinie wurde mit der Richtlinie (EU) 2019/789 (Online-SatCab-Richtlinie) im Zuge der EU-Urheberrechtsreform auch für Web-Angebote modernisiert (Digitaler Binnenmarkt).